# 王愷 (畫家)
王愷（1939年—），江蘇人，臺灣畫家，復興崗學院藝術學系（今國防大學政治作戰學院應用藝術學系）畢業。早年受教於留學歐洲的油畫家林克恭，人物畫啟蒙於臺灣水墨人物畫先驅梁又銘及其胞弟漫畫家梁中銘。1963年創立奔雨畫會。曾任中國電視公司美術指導、復興崗學院藝術學系教授、國立臺灣藝術教育館人物畫教授、臺北市立社會教育館油畫進階班教授、中華民國國防部國軍新文藝金像獎評審委員、中國美術協會理事長、中華書畫研究會理事、中華收藏家協會評議委員。
2015年，國立國父紀念館中山國家畫廊舉辦「人文風華‧神采飛揚－王愷創作大展」。